# Centraal-Oost-Formosaanse talen
De Centrale talen vormen een taalfamilie van twee talen binnen de Oost-Formosaanse taalfamilie.

## Classificatie
- Austronesische talen (1268)
  - Oost-Formosaanse talen (5)
    - Centrale talen (2)

## Talen
- Amis
- Nataoraans Amis

## Verspreiding van de sprekers
- Taiwan: 137 656; In de top tien van meest gesproken talen in Taiwan staat het Amis op nummer 4, volgens de totalen van het aantal sprekers op nummer 5.